# Augsburger Straße (Günzburg)
Die Augsburger Straße ist eine Straße in Günzburg, der großen Kreisstadt im schwäbischen Landkreis Günzburg im Freistaat Bayern.

## Lage und Gebäude
Die Straße beginnt innerstädtisch an der Kreuzung von Marktplatz, Schützenstraße und Dillinger Straße. Sie verläuft für etwa 550 Meter in südöstlicher Richtung, bevor sie dann ab Höhe Belvederestraße für weitere rund 1,5 Kilometer in östsüdöstlicher Richtung stadtauswärts führt und außerhalb der urbanen Bebauung als Staatsstraße St2510 weiter nach Burgau führt.
Auf den ersten 400 Metern der Augsburger Straße befinden sich sieben Baudenkmäler, die in der Bayerischen Denkmalliste eingetragen sind. Dabei handelt es sich um drei Wohnhäuser, darunter einen zweigeschossigen, traufständigen Satteldachbau mit Geschossprofil in der Augsburger Straße 12, ein ehemaliges Handelshaus, ein ehemaliges Offizierswohnhaus (Baumeister Joseph Dossenberger), die ehemalige Kommandantur der Österreichischen Kaserne und die Auferstehungskirche, eine evangelisch-lutherische Pfarrkirche nach Plan von Günther Blumentritt und Fritz Koch.

## Galerie

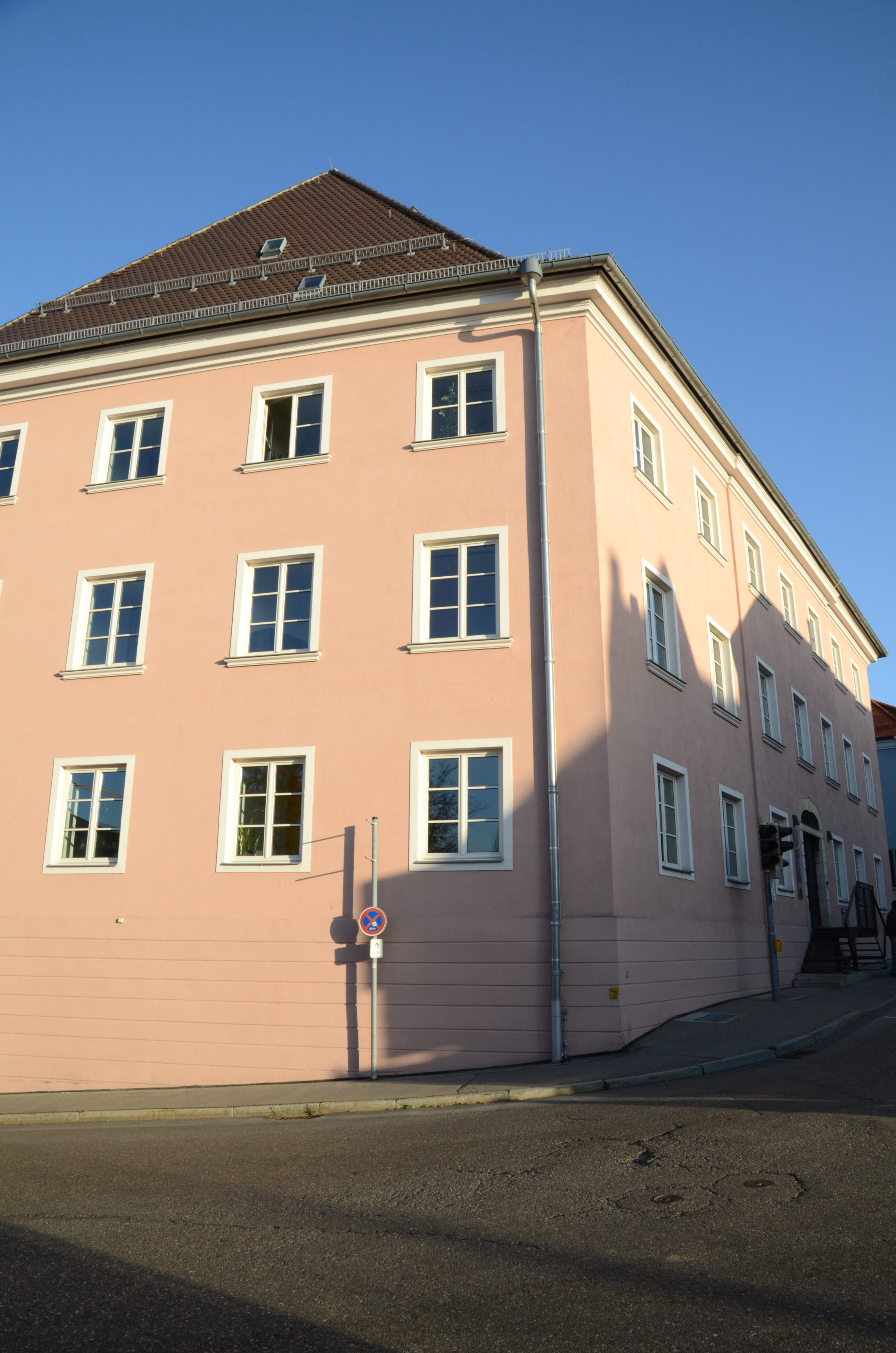
Ehemals Handelshaus, Augsburger Straße 1
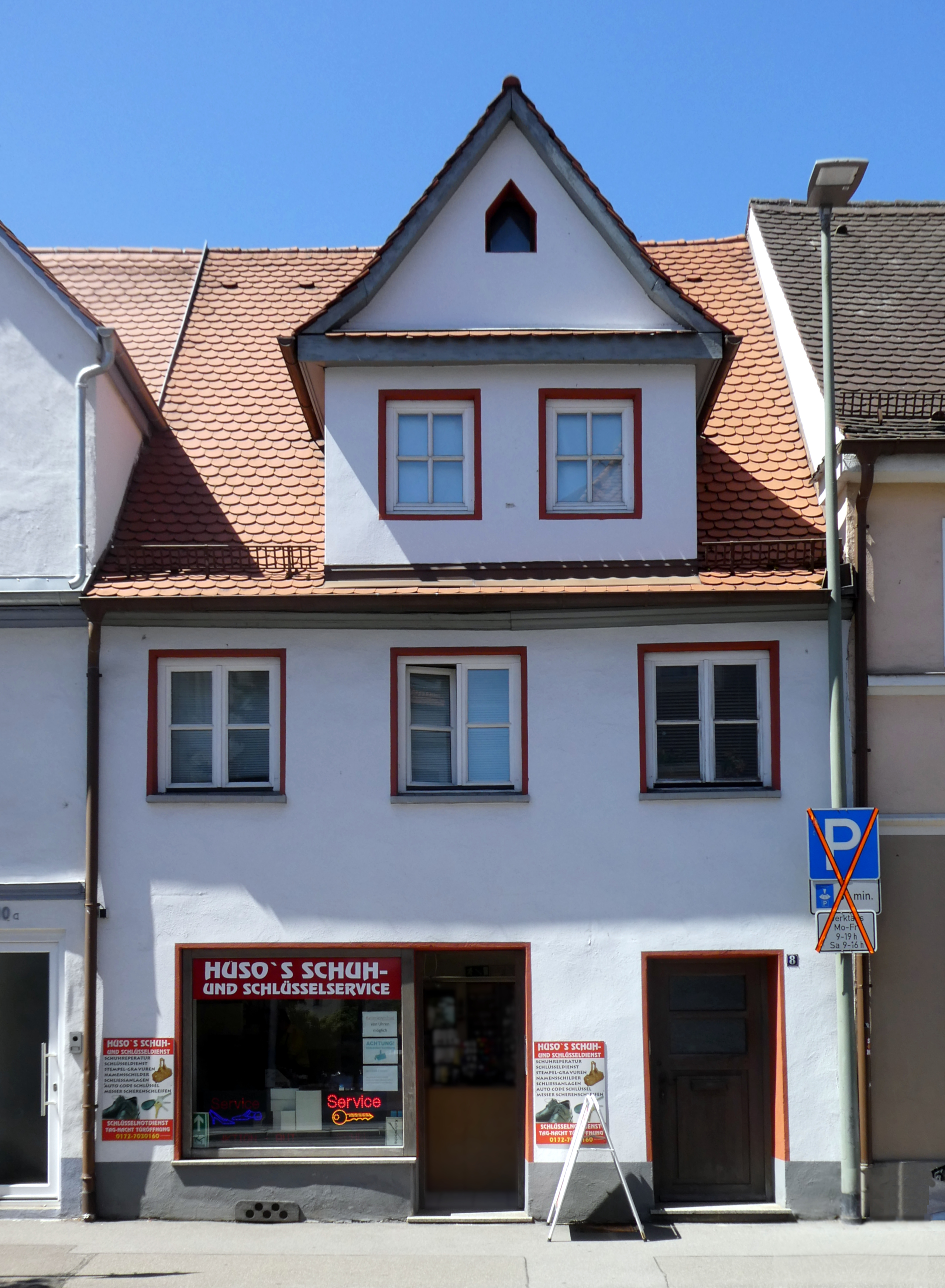
Wohnhaus, Augsburger Straße 8
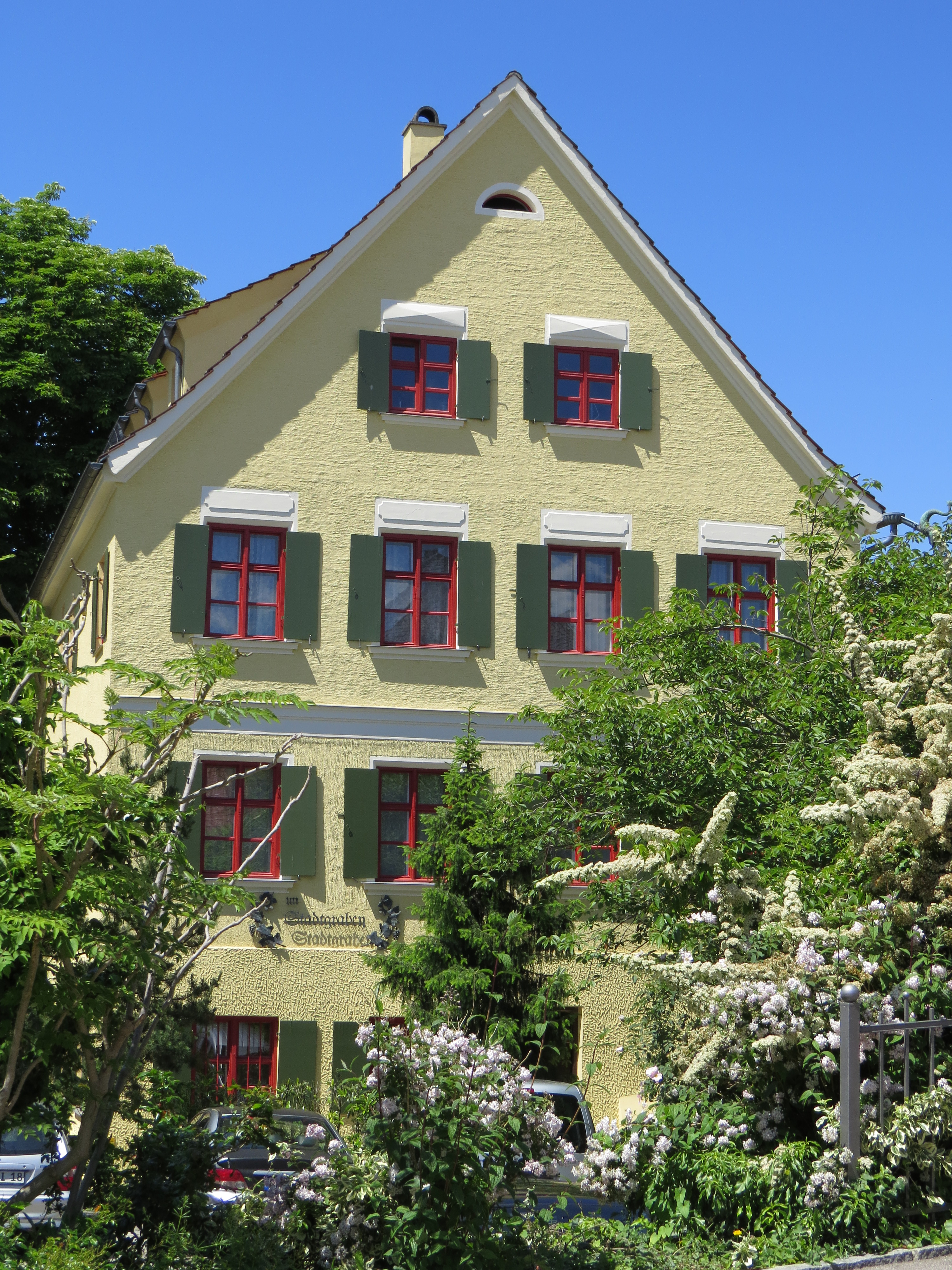
Wohnhaus, Augsburger Straße 12
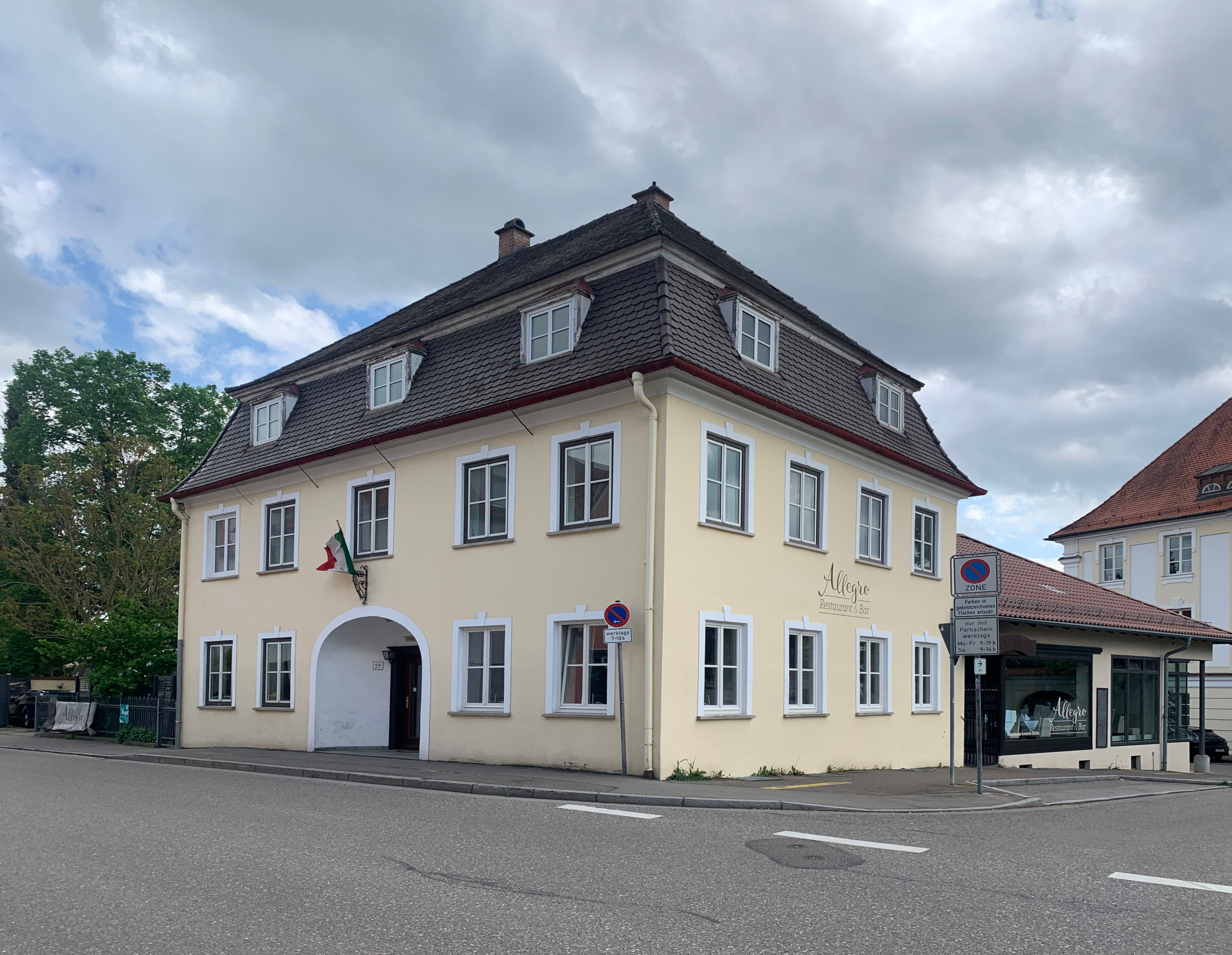
Ehemals Offizierswohnhaus, Augsburger Straße 14
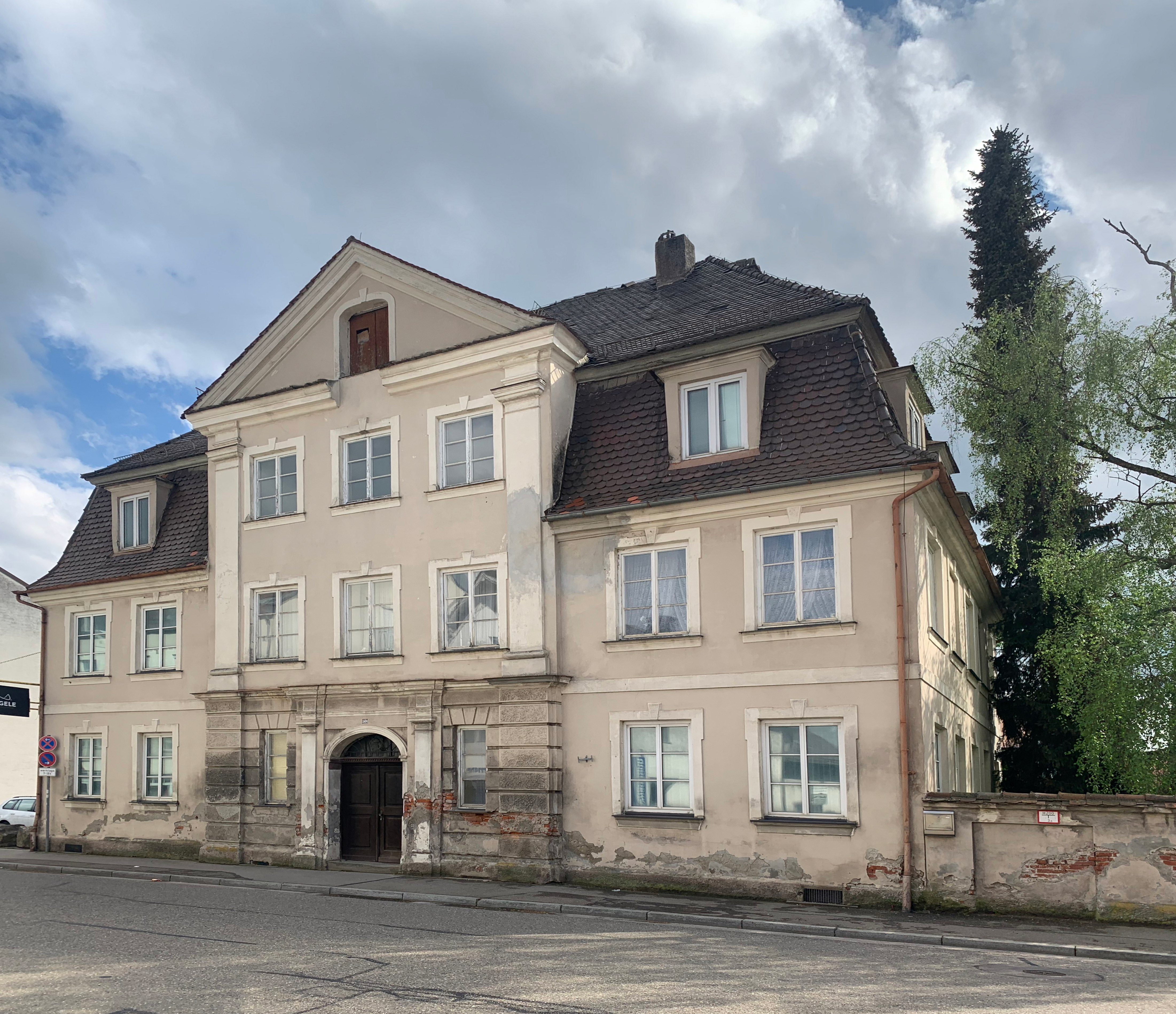
Ehemals Kommandantur, Augsburger Straße 16
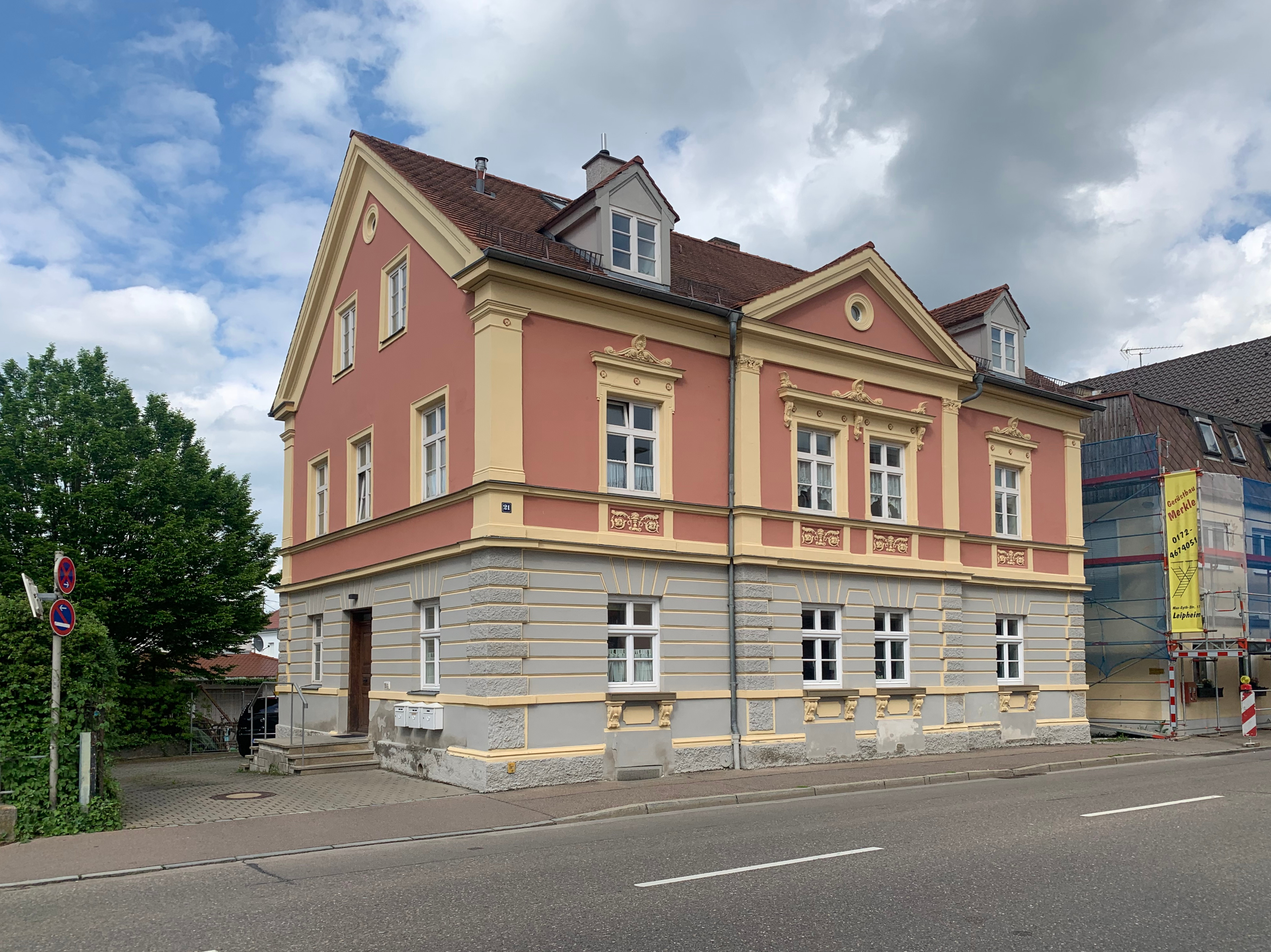
Wohnhaus, Augsburger Straße 21
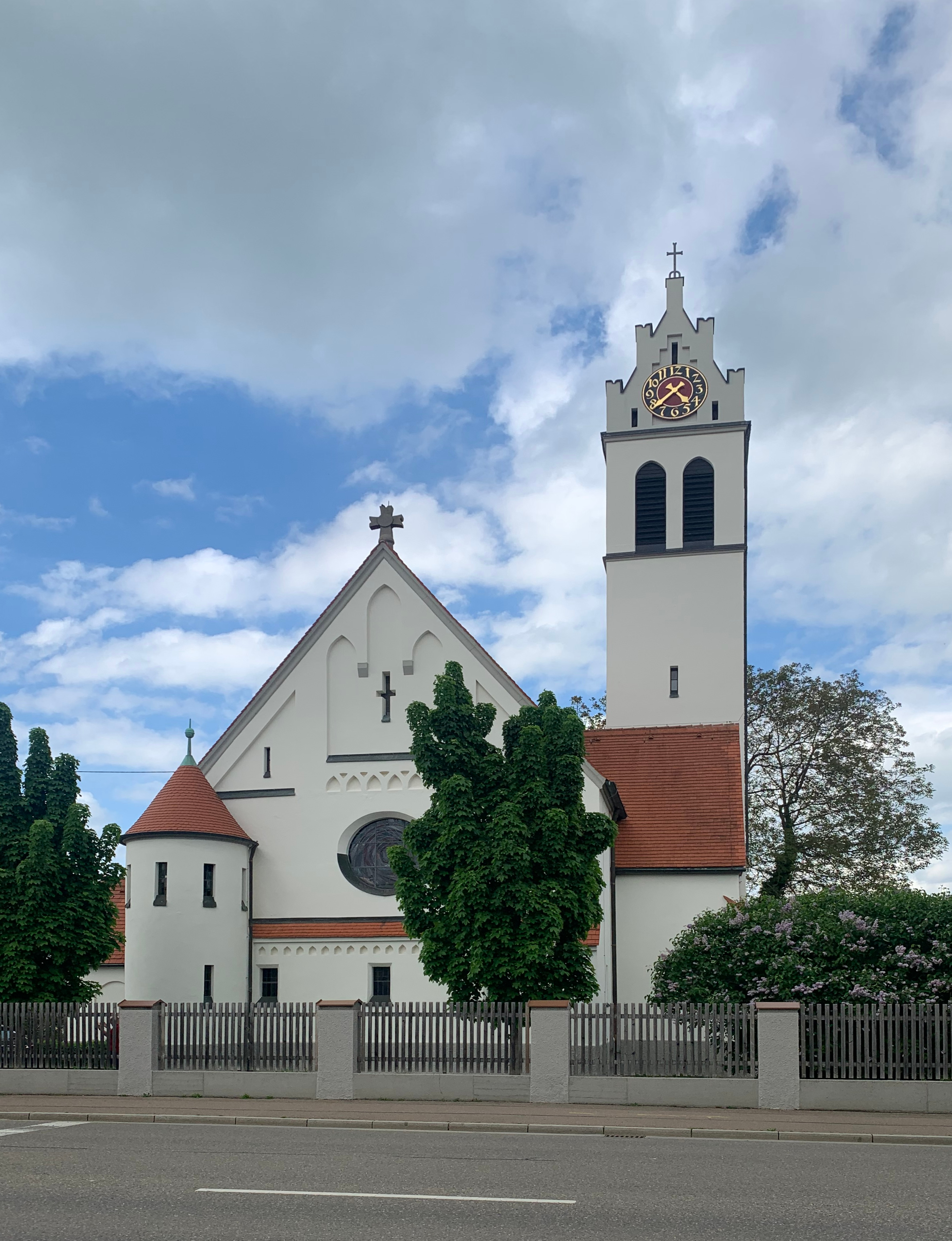
Auferstehungskirche, Augsburger Straße 33